# Lüttringhausen West
Lüttringhausen West ist ein statistischer Stadtteil der bergischen Großstadt Remscheid im Stadtbezirk Lüttringhausen. Der dünnbesiedelte Stadtteil im Nordwesten von Remscheid und an der Grenze zu Wuppertal-Ronsdorf liegend vereint zahlreiche Hof- und kleinere Ortschaften. Dazu gehören Westen, Oelingrath, Grund, Halbach, Spelsberg, Farrenbracken, Flügel, Birgden III, Spelsberger Hammer, Langenhaus, Heusiepen, Grüne, Wüste, Clemenshammer und Stollen.

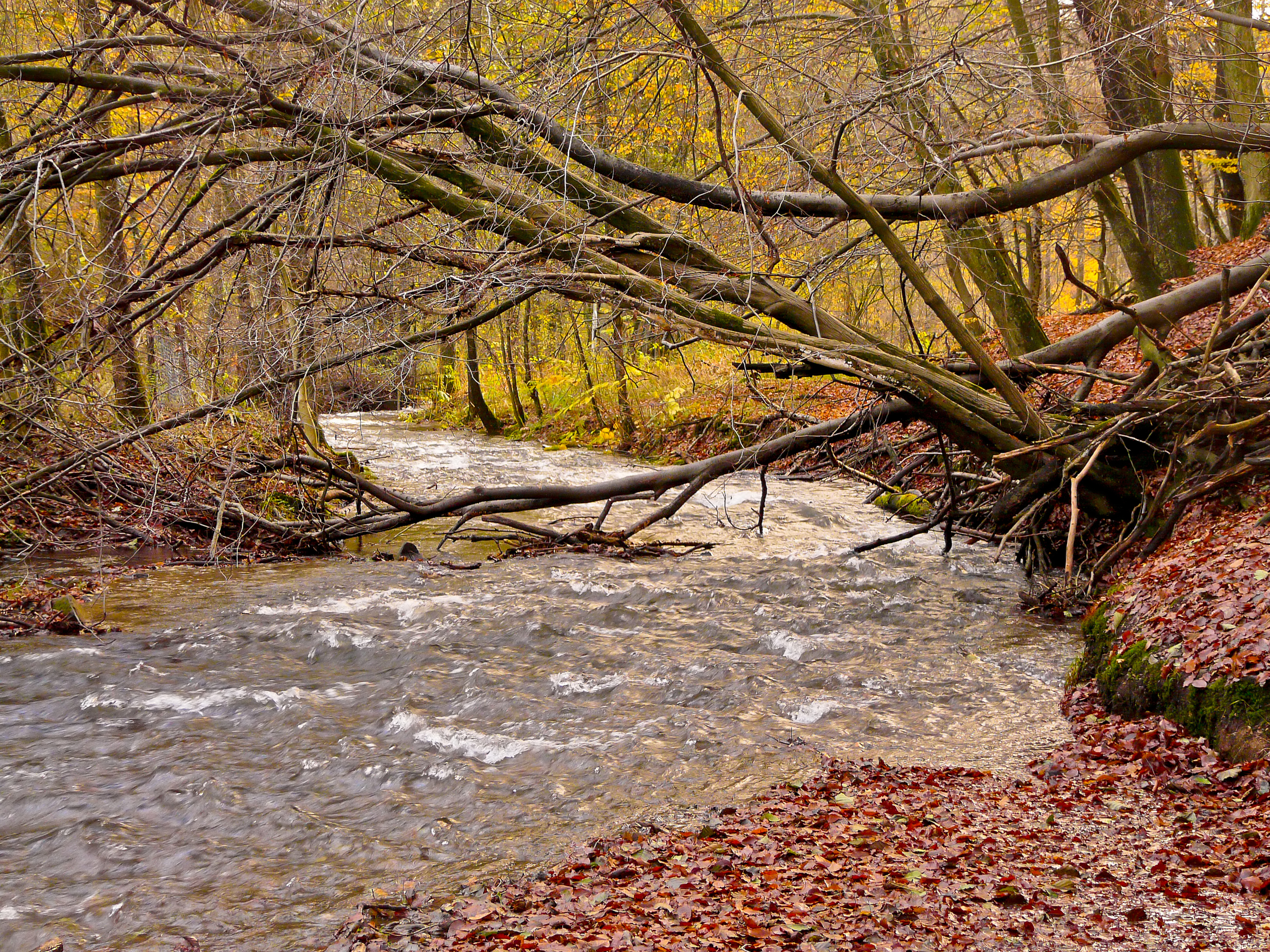
Bachlauf der Gelpe

In Lüttringhausen West liegen zahlreiche Natur- und Landschaftsschutzgebiete, wie das zu Wuppertal grenzüberschreitende Gelpe- und Saalbachtal, der Westener und Platzer Siefen, der Oelingrather Bach und Grunder und Farrenbracker Bachtal. Die Aspekte des Natur- und Umweltschutzes werden in der örtlichen Natur-Schule Grund thematisiert.
Der Stadtteil ist nur mittelmäßig an den öffentlichen Personennahverkehr angeschlossen. Werktags verkehrt mehrmals täglich die Stadtbuslinie 680, die die Hofschaften mit dem Remscheider Stadtteil Hasten verbinden. Die östlich gelegenen Ortschaften Birgden III, Stollen und Halbach werden von der regelmäßig verkehrenden Stadtbuslinie 670, letztere darüber hinaus vom Nachtexpress NE16 bedient. Ferner existieren zwei Linien des Anrufsammeltaxis und einem mehrmals täglich verkehrenden Bürgerbus, der u. a. in den Ortskern von Lüttringhausen fährt.